# Conspirația (film din 2001)
Conspirația (în engleză Conspiracy) este un film TV american dramatic de război istoric realizat în 2001, care prezintă Conferința de la Wannsee din 1942. Filmul original e din 1984 (coproducție austriaco-vest-germană), numit Conferința de la Wannsee, tema și împrejurările abordate fiind identice. Folosind un scenariu autentic preluat din singura transcriere înregistrată care a supraviețuit în timpul întâlnirii, filmul se adâncește în psihologia oficialilor naziști implicați în „soluția finală a problemei evreiești în Europa” în timpul celui de-al doilea război mondial.
Filmul a fost scris de Loring Mandel și regizat de Frank Pierson. În rolurile principale au interpretat Colin Firth, David Threlfall, Kenneth Branagh ca Reinhard Heydrich și Stanley Tucci ca Adolf Eichmann. Branagh a câștigat un premiu Emmy pentru cel mai bun actor, iar Tucci a primit un Glob de Aur pentru cel mai bun actor într-un rol secundar.  

## Prezentare
La 20 ianuarie 1942, pe măsură ce efortul de război al Germaniei naziste a crescut din cauza eșecului operațiunii Barbarossa, a intrării Statelor Unite în al doilea război mondial și a morții lui Walther von Reichenau⁠(d), a avut loc o reuniune pentru a determina metoda prin care guvernul va pune în aplicare politica lui Adolf Hitler, ca sfera germană de influență să fie fără evrei⁠(d), inclusiv cei din teritoriile ocupate din Polonia, Letonia, Estonia, Cehoslovacia și Franța. După genericul de la începutul filmului, diverși oficiali de la diferite agenții germane sosesc și se adună într-o villa din Berlin, de pe malul unui lac, în cartierul Wannsee⁠(d). Printre cei prezenți s-au aflat:
- Adolf Eichmann (Stanley Tucci), Obersturmbannführer al SS
- Wilhelm Stuckart (Colin Firth), avocat care reprezintă Ministerul de Interne și co-autor al legilor antisemite de la Nürnberg
- Friedrich Wilhelm Kritzinger (David Threlfall), șef adjunct al Cancelariei Reich, secretar permanent
- Gerhard Klopfer (Ian McNeice), un avocat falstaffian de la cancelaria partidului nazist
- Otto Hofmann (Nicholas Woodeson), șeful biroului principal SS Rasă și Reașezare
- Martin Luther (Kevin McNally), sub-secretar al ministerului de externe al Reich-ului, omul de legătură cu SS
- Heinrich Müller (Brendan Coyle), comandantul Gestapo și superiorul imediat al lui Adolf Eichmann
- Josef Bühler (Ben Daniels), secretar de stat alGuvernământului General al Poloniei ocupate
- Rudolf Lange (Barnaby Kay), comandant Sicherheitsdienst (SD) pentru districtul Lituania
- Alfred Meyer (Brian Pettifer), ministru adjunct al Reichului, Ministerul Reichului pentru Teritoriile de Est Ocupate
- Erich Neumann (Jonathan Coy), directorul aparent depășit al Oficiul Autorității „Planului de patru ani”
- Reinhard Heydrich (Kenneth Branagh), mâna dreaptă a lui Heinrich Himmler în SS, care deschide discuția pentru a explica scopul întâlnirii.

Cei prezenți au stabilit rapid că există o „problemă evreiască” semnificativă, prin aceea că evreii din Europa nu pot fi izolați și închiși într-un mod eficient și nici nu pot fi deportați în alte țări. Kritzinger întrerupe discuția în mai multe rânduri pentru a spune că întâlnirea este lipsită de sens, având în vedere că problema evreiască fusese soluționată anterior, dar Heydrich promite că va ține cont de îngrijorările sale. Heydrich anunță că politica guvernului se va schimba de la emigrarea din teritoriile deținute de Germania la „evacuarea” către Teritoriile de Est Ocupate și că Italia Fascistă va fi forțată să coopereze. Pe măsură ce mizeria din lagărele și ghetourile pentru evrei, inclusiv Theresienstadt, devine evidentă pentru participanți, există consternare cu privire la utilizarea eufemismelor de către membrii SS, inclusiv Meyer, care doresc să adopte o politică deschisă de genocid.
Urmează o discuție despre posibilitățile de sterilizare și despre scutirile pentru evreii de rasă mixtă⁠(d) care au unul sau mai mulți bunici neevrei. În acest moment, Stuckart își pierde cumpătul și insistă asupra faptului că un cadru juridic solid este primordial și că aplicarea ad-hoc a standardelor va duce la haos administrativ. De asemenea, îi reproșează lui Klopfer portretizarea sa simplistă a evreilor ca fiare subumane, prezentând simultan propria sa imagine a evreilor ca fiind isteți, manipulatori și trădători.
Heydrich propune o pauză și, după ce l-a lăudat pe Stuckart cu voce tare, îl ia deoparte pentru a-l avertiza despre consecințele încăpățânării sale, sugerând că alții din SS vor găsi un interes nedorit în acțiunile sale. Când reuniunea continuă, Heydrich conduce discuția în direcția exterminării masive folosind camere de gaz . Acest lucru provoacă consternare printre unii participanți, în special lui Kritzinger și Bühler. Kritzinger obiectează pe motiv că Hitler îi dăduse garanții personale că exterminarea evreilor nu era luată în considerare. Bühler este șocat să descopere că cei din SS au construit în secret lagăre de exterminare la Belzec, Sobibor și Treblinka și au pregătit „soluția finală” chiar sub nasul lor.
În cele din urmă devine clar pentru toată lumea de la ședință că au fost chemați nu pentru a discuta problema, ci pentru a primi ordine de la SS, care intenționează să preia controlul operațiunii de la alte agenții, cum ar fi Ministerul de Interne și Cancelaria Reich-ului. Eichmann descrie metoda care va fi folosită: gazarea evreilor. Mulți au fost deja uciși în camioane special concepute, iar cifrele sale includ zeci de mii de victime. Eichmann explică faptul că vor fi construite camere permanente de gazare în locuri precum Auschwitz. El chiar descrie corpul celor morți ca fiind „roz” (un simptom al otrăvirii cu monoxid de carbon), moment în care lui Hofmann i se face rău brusc. Mai târziu, el pretinde că i s-a făcut rău de la trabuc.
În timpul ședinței în care servesc băuturi, participanții aduc în atenție alte probleme secundare, în legătură cu domeniul fiecăruia de interes. Lange avertizează că executarea evreilor prin împușcare are un efect dăunător asupra moralului trupelor sale și se confruntă cu indiferența lui Luther. Klopfer solicită ca Partidul să păstreze o anumită putere discreționară asupra procesului. Bühler presează pentru urgență, îngrijorat de faptul că tifosul ar putea izbucni în ghetourile suprapopulate din Polonia. Meyer și Neumann nu vor ca producția industrială să fie împiedicată din cauza pierderii lucrătorilor calificați. Heydrich îl admonestă pe Hofmann pentru insistența sa că biroul său preia conducerea în gestionarea reașezărilor oamenilor în Ungaria.
Se ia încă o pauză și de data aceasta este rândul lui Kritzinger să fie luat deoparte și intimidat de Heydrich, care îl avertizează că Kritzinger este influent fără a-și da seama, dar nu este invulnerabil. Heydrich îi spune lui Kritzinger că dorește nu numai consimțământul, ci și sprijinul său activ, iar Kritzinger își dă seama că orice speranță pe care o avea de a asigura condiții de locuit pentru populația evreiască este nerealistă. În schimb, el îi spune lui Heydrich o poveste de avertizare despre un om consumat de ura față de tatăl său, atât de mult încât viața lui își pierde sensul odată cu moartea tatălui său. Heydrich interpretează mai târziu acest lucru ca pe un avertisment cu soarta similară care îi așteaptă dacă viața lor va fi influențată de antisemitism.
Heydrich apoi încheie ședința, dând directive clare că SS-ul va conduce în toate problemele legate de eliminarea evreilor. De asemenea, el cere acordul explicit și sprijinul fiecărui oficial, unul câte unul. După ce au primit instrucțiuni atente cu privire la secretul procesului-verbal și al notelor ședinței, membrii conferinței de la Wannsee se retrag și încep să plece.
În timp ce slujitorii de la vilă fac curățenie, iar oficialii pleacă, este prezentată o scurtă relatare a soartei vietoare a fiecăruia. Majoritatea membrilor au murit în timpul războiului sau au fost achitați de tribunalele militare aliate pentru a trăi o viață pașnică în Germania de Vest de după război. Heydrich va fi asasinat de partizanii cehoslovaci pentru conducerea sa brutală în Boemia și Moravia, peste șase luni, în timp ce Eichmann va fugi la Buenos Aires, dar va fi capturat și condamnat la moarte de Israel în anii 1960. Filmul se încheie cu toate înregistrările întâlnirii distruse de parcă nu s-ar fi întâmplat niciodată. Înainte de genericul final, se dezvăluie că copia lui Luther a procesului-verbal de la Wannsee, recuperată de armata SUA din arhivele Ministerului de Externe al Germaniei în 1947, a fost singura înregistrare a conferinței care a supraviețuit.

## Distribuție
- Kenneth Branagh ca SS - Obergruppenführer Reinhard Heydrich: șef al Biroului principal de securitate al Reich-ului (RSHA) și reichsprotektor adjunct al Boemiei și Moraviei .
- Stanley Tucci ca SS-Obersturmbannführer Adolf Eichmann: șef al RSHA IV B4.
- Colin Firth  ca SS-Brigadeführer Dr. Wilhelm Stuckart⁠(d): secretar de stat, Ministerul de Interne al Reichului.
- Ian McNeice⁠(d)  ca SS-Oberführer Dr. Gerhard Klopfer⁠(d): secretar de stat, de la cancelaria partidului.
- Kevin McNally⁠(d)  ca Martin Luther⁠(d): subsecretar și legătura SS, de la Ministerul de Externe.
- David Threlfall⁠(d)  ca ministru Dr. Friedrich Wilhelm Kritzinger⁠(d): șef adjunct, cancelaria Reichului.
- Ewan Stewart⁠(d)  ca Dr. Georg Leibbrandt⁠(d): șef al departamentului politic, Ministerul Reichului pentru teritoriile de est ocupate.
- Brian Pettifer⁠(d) ca Gauleiter⁠(d) Dr. Alfred Meyer⁠(d): ministru adjunct al Reichului, Ministerul Reichului pentru teritoriile de est ocupate.
- Nicholas Woodeson⁠(d)  ca SS-Gruppenführer⁠(d) Otto Hofmann⁠(d) : Șeful Comandamentului Central de Rasă și Reașezare SS (RuSHA⁠(d)).
- Jonathan Coy⁠(d)  ca SS-Sturmbannführer Erich Neumann: Director al Biroului Planului pe patru ani.
- Brendan Coyle⁠(d)  ca SS-Gruppenführer Heinrich Müller: șef al Departamentului IV al RSHA (Gestapo).
- Ben Daniels⁠(d)  ca Dr. Josef Bühler⁠(d): secretar de stat alGuvernământului General al Poloniei ocupate.
- Barnaby Kay⁠(d) ca SS- Sturmbannführer Dr. Rudolf Lange⁠(d): comandant al Sicherheitsdienst (SD) din Letonia.
- Owen Teale ca Dt. Roland Freisler⁠(d): secretar de stat, Ministerul Justiției.
- Peter Sullivan⁠(d)  ca SS- Oberführer Dr. Karl Eberhard Schöngarth⁠(d): ofițer SD repartizat în Guvernământul General.

Printre alți membri ai distribuției se numără:
- Tom Hiddleston, într-unul dintre primele sale roluri de film, apare pe scurt la început și la sfârșit ca operator de telefonie .
- Ross O'Hennessy⁠(d), apare la început și la mijlocul filmului ca ofițer SS care se ocupă de clădire.

## Primire

### Primire critică
Conspiracy are un rating de aprobare de 100% pe baza a șase recenzii ale criticilor pe site-ul Rotten Tomatoes și are un scor al audienței de 86%.
James Rampton în The Independent a lăudat filmul, afirmând: „Transmis de către BBC de Ziua Internațională de Comemorare a Victimelor Holocaustului, filmul lui Frank Pierson subliniază foarte bine vechea maximă care spune că pentru ca răul să triumfe, e suficient ca oamenii buni să nu facă nimic”.
Austin Film Society, impresionată, a realizat o lungă recenzie a filmului cu detalii despre realizarea acestuia.

### Premii
- Premiul Globul de Aur pentru cel mai bun actor în rol secundar - Serial, miniserie sau film de televiziune (Stanley Tucci)
- Premiul Emmy pentru cel mai bun actor principal într-o miniserie sau într-un film (Kenneth Branagh)
- Premiul Emmy pentru scenariu remarcabil pentru o miniserie, un film sau un spectacol dramatic (Loring Mandel)
- Premiul Peabody[4]
- Nominalizare - British Academy Television Award for Best Actor⁠(d) (Kenneth Branagh)
- Nominalizare - Premiul Globul de Aur pentru cel mai bun actor - miniserie sau film de televiziune (Kenneth Branagh)
- Nominalizare - Premiul Globul de Aur pentru cea mai bună miniserie sau film de televiziune
- Nominalizare -  Premiul Emmy pentru regia remarcabilă a unei miniserii, film sau serial dramatic (Frank Pierson)
- Nominalizare - Premiul Emmy pentru cel mai bun actor secundar într-o miniserie sau într-un film (Colin Firth)
- Nominalizare - Premiul Emmy pentru cel mai bun rol secundar într-o miniserie sau într-un film (Stanley Tucci)
- Nominalizare - Premiul Primetime Emmy pentru cel mai bun film produs pentru televiziune